# Shirtwaist

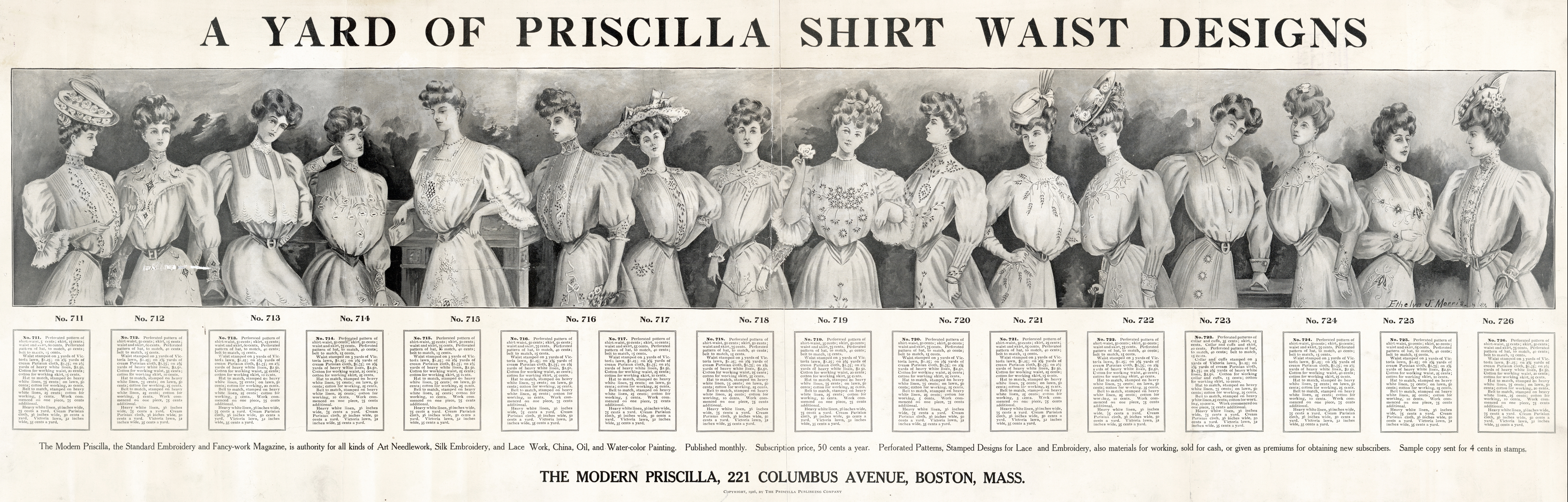
Een Amerikaanse advertentie voor naaipatronen van shirtwaists, 1906

Een shirtwaist, shirtwaister of overhemdblouse was eind 19e eeuw en begin 20e eeuw de benaming voor een bloes die op een overhemd lijkt. Tijdens het victoriaans tijdperk werd de term losser gebruikt voor allerlei bloezen met eenvoudige snit maar verfijnde afwerking. De shirtwaist werd sterk geassocieerd met werkende vrouwen en suffragettes. In de tweede helft van de 20e eeuw verwees de term naar een jurk waarvan het bovenste deel (het lijfje en de mouwen) vormgegeven zijn zoals een mannenhemd, met een omgevouwen kraag en knopen vooraan.